# ناتشو فيدال
ناتشو فيدال (بالإسبانية: Ignacio Vidal Miralles)‏ هو لاعب كرة قدم إسباني في مركز الدفاع، ولد في 24 يناير 1995 في إل كامبيلو في إسبانيا. لعب مع أوساسونا.

## وصلات خارجية
- ناتشو فيدال على موقع الاتحاد الأوربي (الإنجليزية)
- ناتشو فيدال على موقع قاعدة بيانات كرة القدم.إي يو (الإنجليزية)
- ناتشو فيدال على موقع Soccerway.com (الإنجليزية)
- ناتشو فيدال على موقع عالم كرة القدم.نت (الإنجليزية)
- ناتشو فيدال على موقع AS.com (الإسبانية)